# Дільниця І Старе Місто (Краків)

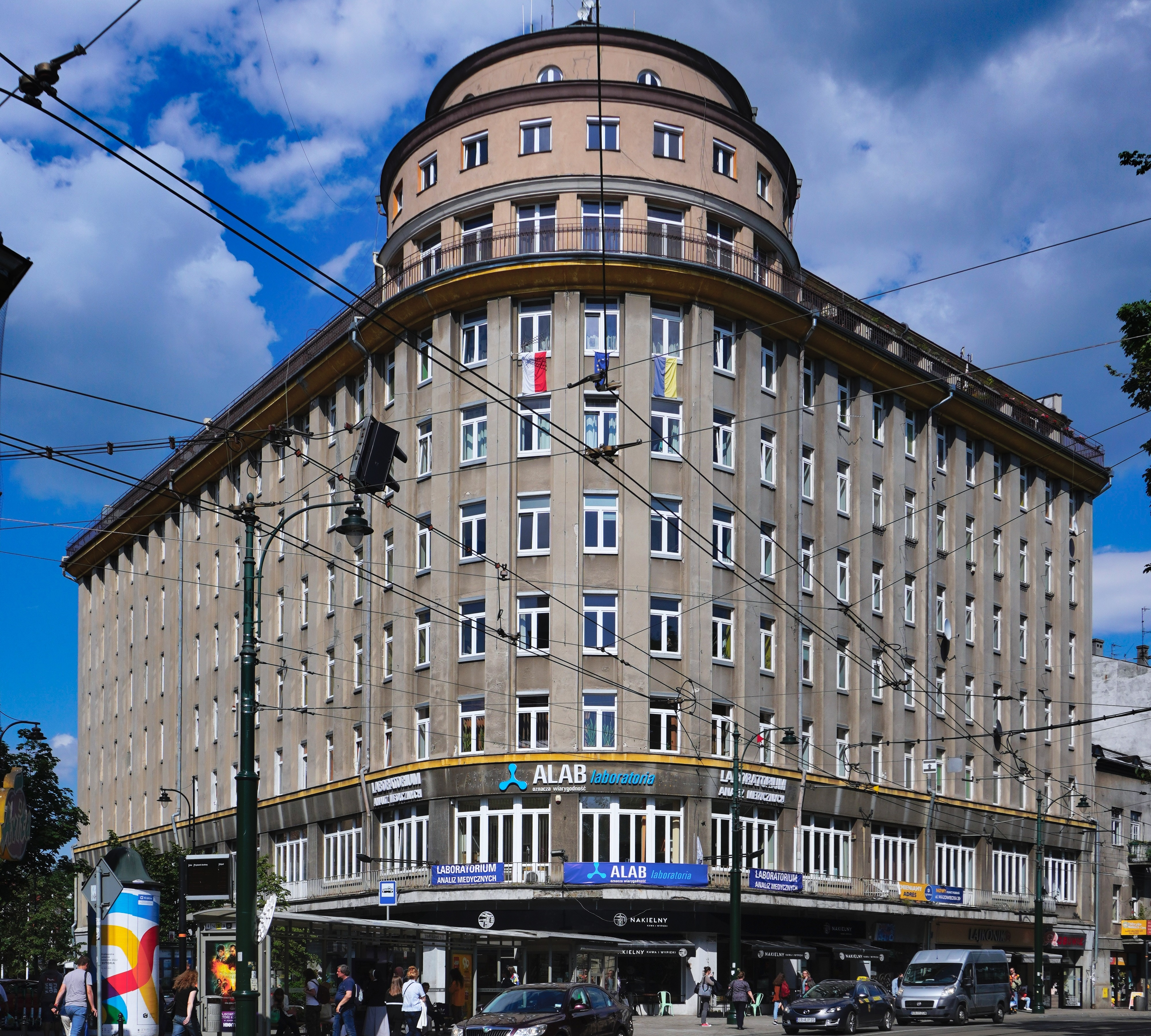
Будівля Фенікса на вул. Баштова 15, що містить у частині з боку Ринок Клепарський резиденцію уряду дільниці I Старе місто.

Дільниця I Старе місто (пол. Dzielnica I Stare Miasto) — дільниця (район), допоміжна одиниця муніципальної гміни Краків. До 1990 року входило до дільниці Середмістя. 

## Резиденція правління дільниці
Ринек Клепарський 4, 31-151 Краків

## Населення
Через прогресуючу субурбанізацію кількість жителів Старого міста систематично зменшується.

## Житлові масиви та звичайні міські одиниці
- Казімеж
- Клепаж
- Нове място
- Новий швят
- Окул
- Пясек
- Старе място з площею Ринок
- Страдом
- Варшавське
- Вавель

## Межі району
Межі дещо відрізняються від попередніх у зв’язку з прийняттям Статутів Дільниць, прийнятих ухвалами Краківської міської ради від 12 березня 2014 року.
- з дільницею VII

межує на ділянці — від середини річки Вісла на північ, зі східної сторони Ал. Крашіньського до перехрестя з вулицями: Маршалка Пілсудського та Ал. Маршалка Фоша,
- з дільницею V

межує на ділянці — від перехрестя з вулицями: Маршалка Пілсудського та Ал. Маршалка Фоша на північ, зі східної сторони Ал. Міцкевича, Ал. Словацького та вул. Кам'яна до залізничної лінії Краків-Варшава, далі на північ по східній стороні залізничної лінії Краків-Варшава до перетину з вантажною кільцевою залізничною лінією в районі вул. Лангевича,
- з дільницею III

межує на ділянці — від перетину залізничної колії Краків-Варшава з вантажною кільцевою залізничною лінією у східному напрямку, північною стороною вантажної кільцевої залізничної лінії до перетину з вул. Раковіцкою.
- з дільницею II

межує на ділянці — від перетину вантажнох кільцевої залізничної лінії з вул. Раковицькою в напрямку південному, по західній стороні вулиці Раковицької до перехрестя з вул. Любомироського, потім повертає на захід і проходить південним боком вул. Любомирського до вул. Босацька, далі на південь зі східного боку вул. Босацької до вул. Любіча, з північного боку вул. Любіча на захід до перетину із залізничною лінією Краків-Тарнув, далі на південь по західній стороні залізничної лінії до річки Вісла, — південна межа — середина річки Вісла.
- з дільницею XIII

межує з ділянкою від залізничного мосту до гирла річки Вільга.
- з дільницею VIII

межує з ділянкою від гирла річки Вільги до Дембніцького мосту.

## Зовнішні посилання
- Сайт І дільниці
- Biuletyn Informacji Publicznej. bip.krakow.pl.
- Результати виборів у раду дільниці 2014 року